# Hydraecia mongoliensis
Hydraecia mongoliensis är en fjärilsart som beskrevs av Urbahn 1967. Hydraecia mongoliensis ingår i släktet Hydraecia och familjen nattflyn. Inga underarter finns listade i Catalogue of Life.